# Valea Seacă (Iași)
Valea Seacă è un comune della Romania di 6 122 abitanti, ubicato nel distretto di Iași, nella regione storica della Moldavia.
Il comune è formato dall'unione di 3 villaggi: Conțești, Topile, Valea Seacă.